# Atilia
Atilia (a volte scritta Attilia), era la sorella di un Atilius Serranus e fu la prima moglie di Marco Porcio Catone Uticense, che egli sposò verso il 73 a.C.,. dopo che la fidanzata, Emilia Lepida, sposò Quinto Cecilio Metello Pio Scipione Nasica.
Secondo Plutarco è stata la prima donna con cui Catone fece l'amore, ma non l'unica.
Atilia e Catone ebbero un figlio, Marco Porcio Catone, che morì nella battaglia di Filippi e una figlia, Porcia (o Porzia) che nel 45 a.C. sposò il cugino Marco Giunio Bruto, il cesaricida.
Nel 63 a.C. Catone divorziò da Atilia per il suo "comportamento sconveniente", e in seguito sposò Marcia. Atilia non è più citata.